# Благовіст (місячник)
Благовіст — загальнонаціональний греко-католицький щомісячний журнал. Видається з 1991 року в Гурові-Ілавецькому. Тематика журналу містить інформацію про історію, навчання та сучасне становище греко-католиків у Польщі. Журнал виходить українською мовою. Видання має 8 сторінок.